# Manuel Ardao
Manuel Ardao Ferras (* 9. září 1998 Montevideo) je uruguayský ragbista hrající za uruguayskou reprezentaci a americký klub Miami Sharks. Nejčastěji hraje na levém rváčku. V roce 2022 a 2023 vyhrál s uruguayským klubem Peñarol Super Rugby Americas (soutěž pro kluby z Jižní Ameriky). V prvním případě byl vybrán jako nejlepší hráč ligy.
Zúčastnil se MS 2019 a MS 2023. Na svém druhém světovém šampionátu si připsal rekord, když si v zápase proti Itálii připsal nejvíce zisků míče (7) v jednom zápase MS v ragby v historii. Je přirovnávaný k australskému hráči Michaelu Hooperovi.